# Festival di Cannes 1999
La 52ª edizione del Festival di Cannes si è svolta a Cannes dal 12 al 23 maggio 1999.
La madrina della manifestazione è stata l'attrice britannica Kristin Scott Thomas.
La giuria presieduta dal regista canadese David Cronenberg ha assegnato la Palma d'oro per il miglior film a Rosetta di Jean-Pierre e Luc Dardenne.

## Selezione ufficiale

### Concorso
- Tutto su mia madre (Todo sobre mi madre), regia di Pedro Almodóvar (Spagna/Francia)
- La balia, regia di Marco Bellocchio (Italia)
- Pola X, regia di Leos Carax (Francia/Svizzera/Germania/Giappone)
- L'imperatore e l'assassino (Jing ke ci qin wang), regia di Chen Kaige (Francia/Giappone/Cina)
- Rosetta, regia di Jean-Pierre e Luc Dardenne (Francia/Belgio)
- L'umanità (L'humanité), regia di Bruno Dumont (Francia)
- Il viaggio di Felicia (Felicia's Journey), regia di Atom Egoyan (Canada/Gran Bretagna)
- Kadosh, regia di Amos Gitai (Israele/Francia)
- 8 donne e ½ (8 ½ Women), regia di Peter Greenaway (Gran Bretagna/Paesi Bassi/Lussemburgo/Germania)
- Ghessé hayé kish, regia di Abolfazl Jalili, Mohsen Makhmalbaf e Naser Taghvai (Iran)
- Ghost Dog - Il codice del samurai (Ghost Dog: The Way of the Samurai), regia di Jim Jarmusch (Francia/Germania/USA/Giappone)
- L'estate di Kikujiro (Kikujirô no natsu), regia di Takeshi Kitano (Giappone)
- Una storia vera (The Straight Story), regia di David Lynch (Francia/Gran Bretagna/USA)
- Le nostre vite felici (Nos vies heureuses), regia di Jacques Maillot (Francia)
- La lettera (La lettre), regia di Manoel de Oliveira (Spagna/Francia/Portogallo)
- Nessuno scrive al colonnello (El coronel no tiene quien le escriba), regia di Arturo Ripstein (Messico/Francia/Spagna)
- Il prezzo della libertà (Cradle Will Rock), regia di Tim Robbins (USA)
- Il tempo ritrovato (Le temps retrouvé), regia di Raoul Ruiz (Francia/Italia/Portogallo)
- Limbo, regia di John Sayles (USA)
- Moloch (Molokh), regia di Aleksandr Sokurov (Russia/Germania/Giappone/Italia/Francia)
- Wonderland, regia di Michael Winterbottom (Gran Bretagna)
- Tiānshàng rénjiān, regia di Yu Lik-wai (Hong Kong)

### Fuori concorso
- Entrapment, regia di Jon Amiel (USA/Gran Bretagna/Germania)
- Kinski, il mio nemico più caro (Mein liebster feind), regia di Werner Herzog (Gran Bretagna/Germania/Finlandia/USA)
- EdTV, regia di Ron Howard (USA)
- Addio terraferma (Adieu, plancher des vaches!), regia di Otar Iosseliani (Francia/Svizzera/Italia)
- Il barbiere di Siberia (Sibirskiy tsiryulnik), regia di Nikita Mikhalkov (Russia/Francia/Italia/Repubblica Ceca)
- Un marito ideale (An Ideal Husband), regia di Oliver Parker (Gran Bretagna/USA)
- Dogma, regia di Kevin Smith (USA)
- L'inglese (The Limey), regia di Steven Soderbergh (USA)

### Un Certain Regard
- Garage Olimpo, regia di Marco Bechis (Italia/Argentina/Francia)
- Nadia et les hippopotames, regia di Dominique Cabrera (Francia)
- El Akhar, regia di Youssef Chahine (Francia/Egitto)
- Zheng hun qi shi, regia di Chen Kuo-fu (Taiwan)
- Alba nuova (Peau neuve), regia di Emilie Deleuze (Francia)
- Beautiful People, regia di Jasmin Dizdar (Gran Bretagna)
- Away with Words, regia di Christopher Doyle (Hong Kong/Giappone/Singapore)
- I passeggeri (Les passagers), regia di Jean-Claude Guiguet (Francia)
- Vaanaprastham, regia di Shaji N. Karun (Francia/India/Germania)
- Kaizokuban Bootleg Film, regia di Kobayashi Masahiro (Giappone)
- Xing fu jin xing qu, regia di Lin Chen-Sheng (Cina)
- Il caso Winslow (The Winslow Boy), regia di David Mamet (Gran Bretagna/USA)
- Judy Berlin, regia di Eric Mendelsohn (USA)
- As bodas de Deus, regia di João César Monteiro (Francia/Portogallo)
- The Shade, regia di Raphaël Nadjari (USA)
- Marana Simhasanam, regia di Murali Nair (Gran Bretagna/India)
- Harem Suare, regia di Ferzan Özpetek (Turchia/Italia/Francia)
- Ratcatcher, regia di Lynne Ramsay (Gran Bretagna/Francia)
- Beresina oder die letzten tage der schweiz, regia di Daniel Schmid (Svizzera/Germania/Austria)
- La genèse, regia di Cheick Oumar Sissoko (Francia/Mali)
- Sicilia!, regia di Jean-Marie Straub e Danièle Huillet (Italia/Francia/Svizzera)
- Biandan, guniang, regia di Wang Xiaoshuai (Cina)
- If I Give You My Humbleness, Don't Take Away My Pride, regia di Karin Westerlund (Svezia)

## Settimana internazionale della critica
- Gemide, regia di Serdar Akar (Turchia)
- Flores de otro mundo, regia di Icíar Bollaín (Spagna)
- Hold Black the Night, regia di Phil Davis (Gran Bretagna)
- 7/25 Nana-Ni-Go, regia di Wataru Hayakawa (Giappone)
- Strani attacchi di passione (Strange Fits of Passion), regia di Elise McCredie (Australia)
- Siam Sunset, regia di John Polson (Australia)
- Belo odelo, regia di Lazar Ristovski (Repubblica Federale di Jugoslavia/Gran Bretagna)

## Quinzaine des Réalisateurs
- Sud, regia di Chantal Akerman (Francia)
- Haut les coeurs!, regia di Sólveig Anspach (Francia/Belgio)
- Le Bleu des villes, regia di Stéphane Brizé (Francia)
- Qui plume la lune?, regia di Christine Carrière (Francia)
- Hei an zhi guang, regia di Tso-chi Chang (Taiwan)
- Il giardino delle vergini suicide (The Virgin Suicides), regia di Sofia Coppola (USA)
- Voyages, regia di Emmanuel Finkiel (Polonia/Francia/Belgio)
- À mort la mort!, regia di Romain Goupil (Francia)
- Feng jing, regia di Jianjun He (Cina)
- La storia di Agnes Browne (Agnes Browne), regia di Anjelica Huston (USA/Irlanda)
- Wege in die Nacht, regia di Andreas Kleinert (Germania)
- Karisuma, regia di Kiyoshi Kurosawa (Giappone)
- El entusiasmo, regia di Ricardo Larraín (Cile/Spagna/Francia)
- S.O.S. Summer of Sam - Panico a New York (Summer of Sam), regia di Spike Lee (USA)
- La Petite Vendeuse de soleil, regia di Djibril Diop Mambéty (Senegal/Francia/Svizzera/Germania)
- Le Franc, regia di Djibril Diop Mambéty (Senegal/Svizzera/Francia)
- Les Convoyeurs attendent, regia di Benoît Mariage (Francia/Belgio/Svizzera)
- The Blair Witch Project - Il mistero della strega di Blair (The Blair Witch Project), regia di Daniel Myrick e Eduardo Sánchez (USA)
- Kiemas, regia di Valdas Navasaitis (Francia/Lituania)
- La coppa (Phörpa), regia di Khyentse Norbu (Bhutan/Australia)
- East is East, regia di Damien O'Donnell (Gran Bretagna)
- I cinque sensi (The Five Senses), regia di Jeremy Podeswa (Canada)
- Zona di guerra (The War Zone), regia di Tim Roth (Italia/Gran Bretagna)
- M/Other, regia di Nobuhiro Suwa (Giappone)
- Last September (The Last September), regia di Deborah Warner (Francia/Gran Bretagna/Irlanda)
- Fever, regia di Alex Winter (Gran Bretagna/USA)

## Giurie

### Concorso
- David Cronenberg, regista (Canada) - presidente
- Dominique Blanc, attrice (Francia)
- Doris Dörrie, regista (Germania)
- Jeff Goldblum, attore (USA)
- Barbara Hendricks, cantante d'opera (Svezia)
- Holly Hunter, attrice (USA)
- George Miller, regista (Australia)
- Maurizio Nichetti, regista (Italia)
- Yasmina Reza, scrittrice (Francia)
- André Téchiné, regista (Francia)

### Caméra d'or
- Michel Piccoli, attore (Francia) - presidente
- Jean-Pierre Beauviala
- Cherifa Chabane, critico (Francia)
- Caroline Champetier, direttrice della fotografia (Francia)
- Paola Malanga, critico
- José Maria Riba, critico
- Marie Vermillard, regista (Francia)
- Peter von Bagh, critico

## Palmarès
- Palma d'oro: Rosetta, regia di Jean-Pierre e Luc Dardenne (Francia/Belgio)
- Grand Prix Speciale della Giuria: L'umanità (L'humanité), regia di Bruno Dumont (Francia)
- Premio della giuria: La lettera (La lettre), regia di Manoel de Oliveira (Spagna/Francia/Portogallo)
- Prix d'interprétation féminine: Séverine Caneele - L'umanità (L'humanité), regia di Bruno Dumont (Francia) ex aequo Émilie Dequenne - Rosetta, regia di Jean-Pierre e Luc Dardenne (Francia/Belgio)
- Prix d'interprétation masculine: Emmanuel Schotté - L'umanità (L'humanité), regia di Bruno Dumont (Francia)
- Prix de la mise en scène: Pedro Almodóvar - Tutto su mia madre (Todo sobre mi madre), regia di Pedro Almodóvar (Spagna/Francia)
- Prix du scénario: Yuri Arabov - Moloch (Molokh), regia di Aleksandr Sokurov (Russia/Germania/Giappone/Italia/Francia)
- Grand Prix tecnico: Tu Juhua - L'imperatore e l'assassino (Jing ke ci qin wang), regia di Chen Kaige (Francia/Giappone/Cina)
- Caméra d'or: Marana Simhasanam, regia di Murali Nair (Gran Bretagna/India)
- Premio Un Certain Regard: Beautiful People, regia di Jasmin Dizdar (Gran Bretagna)
- Premio Mercedes-Benz per il miglior film della Settimana della Critica: Flores de otro mundo, regia di Icíar Bollaín (Spagna)
- Premio FIPRESCI:
  - Selezione ufficiale: Alba nuova (Peau neuve), regia di Emilie Deleuze (Francia)
  - Sezioni parallele: M/Other, regia di Nobuhiro Suwa (Giappone)
- Premio della giuria ecumenica: Tutto su mia madre (Todo sobre mi madre), regia di Pedro Almodóvar (Spagna/Francia)
  - Premio della giuria ecumenica - Menzione speciale: Rosetta, regia di Jean-Pierre e Luc Dardenne (Francia/Belgio)